# Nachtigall-Polka
Nachtigall-Polka, op. 222, är en polka av Johann Strauss den yngre. Den framfördes första gången den 1 maj 1859 i danssalongen Ungers Casino i Wien.

## Historia
1859 skulle Johann Strauss än en gång resa till Ryssland för en konsertturné. Den 1 maj anordnade han en avskedskonsert i Ungers Casino i förorten Hernals. Som brukligt var vid sådana tillställningar hade Strauss komponerat ett speciellt musikstycke som denna gången hette Nachtigall-Polka. Valet av titel och plats kunde inte ha varit mer lämpligt. Såsom så ofta i sitt liv hade Strauss vänt sig till naturen för inspiration, i detta fall fågeln näktergalen vars underbara fågelsång förgyllde många vår- och sommarnätter i den stora trädgården utanför Ungers Casino. Polkan är således komponerad som konsertstycke och inte som en dans.

## Om polkan
Speltiden är ca 3 minuter och 45 sekunder plus minus några sekunder beroende på dirigentens musikaliska tolkning.